# وینسنت گیگنری
وینسنت گیگنری (انگلیسی: Vincent Guignery؛ زادهٔ ۱۸ اوت ۱۹۷۸) بازیکن فوتبال اهل فرانسه است.
از باشگاه‌هایی که در آن بازی کرده‌است می‌توان به باشگاه فوتبال استراسبورگ اشاره کرد.